# Críona Ní Dhálaigh

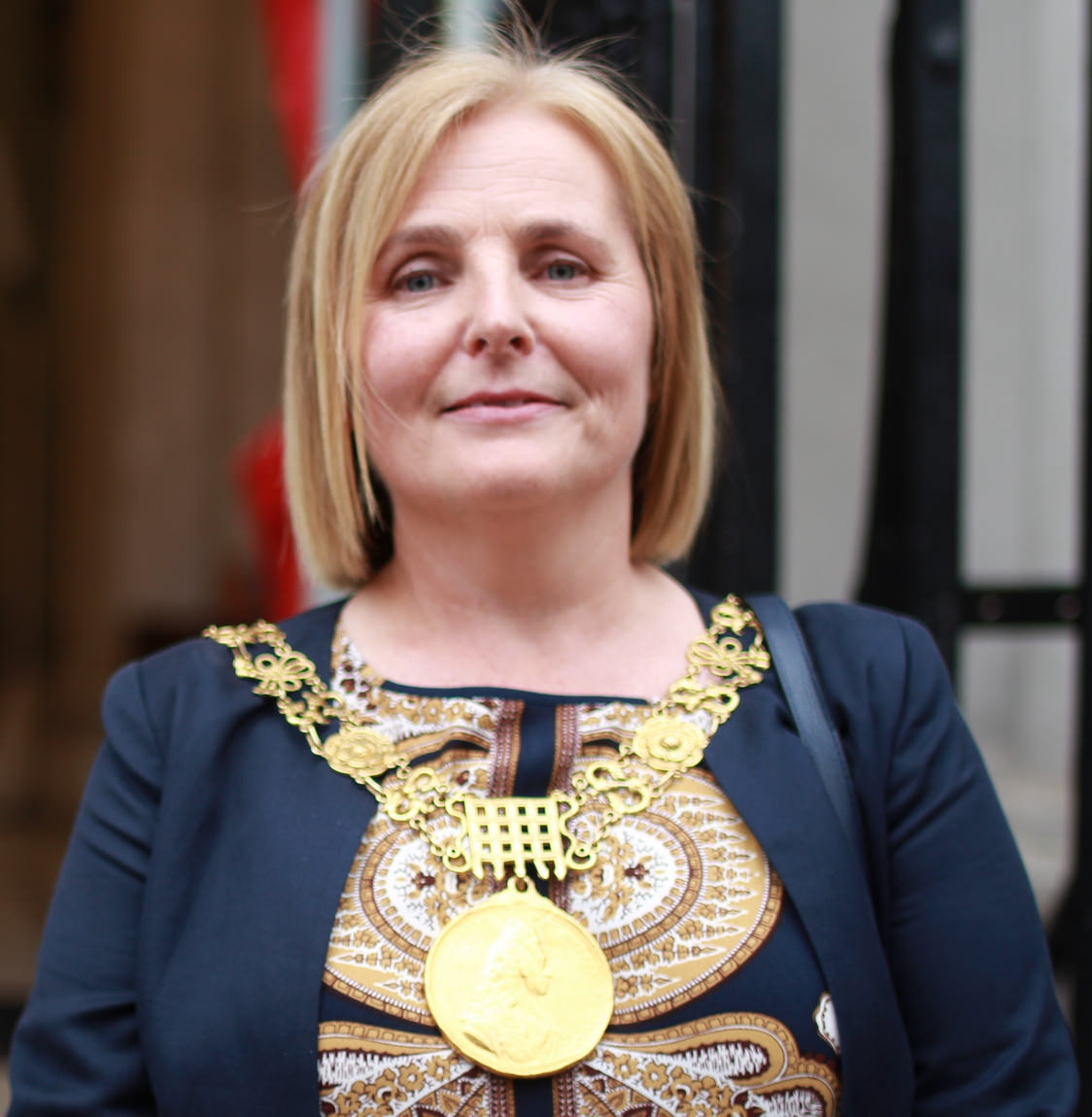
Críona Ní Dhálaigh (2015)

Críona Ní Dhálaigh [kʲɾʲiːən̪ə nʲiː ɣɑːɫiː] (* in Dublin) ist eine irische Politikerin der Sinn Féin und war von Juni 2015 bis Juni 2016 der 346. Oberbürgermeister von Dublin.

## Leben
Ní Dhálaigh wuchs in Dublin auf. Am 3. April 2006 rückte sie in das Dublin City Council nach, um dort den vakanten Sitz ihres Parteikollegen Andrew O’Connell für den Wahlkreis South West Inner City neu zu besetzen. In den Jahren 2009 und 2014 erfolgte jeweils ihre reguläre Wiederwahl.
Am 29. Juni 2015 wurde sie zum Oberbürgermeister von Dublin (Lord Mayor of Dublin) gewählt und löste damit den parteilosen Christy Burke ab. Sie ist damit der erste von der Sinn Féin gestellte Oberbürgermeister der Stadt. Ihr Vorgänger Burke hatte zwar in den 1980er Jahren seine politische Karriere in der Partei begonnen, war aber 2009, fünf Jahre vor seiner Wahl zum Oberbürgermeister von Dublin, aus der Sinn Féin ausgetreten.